# Boxe nos Jogos Olímpicos de Verão de 2016 - Peso meio-pesado masculino

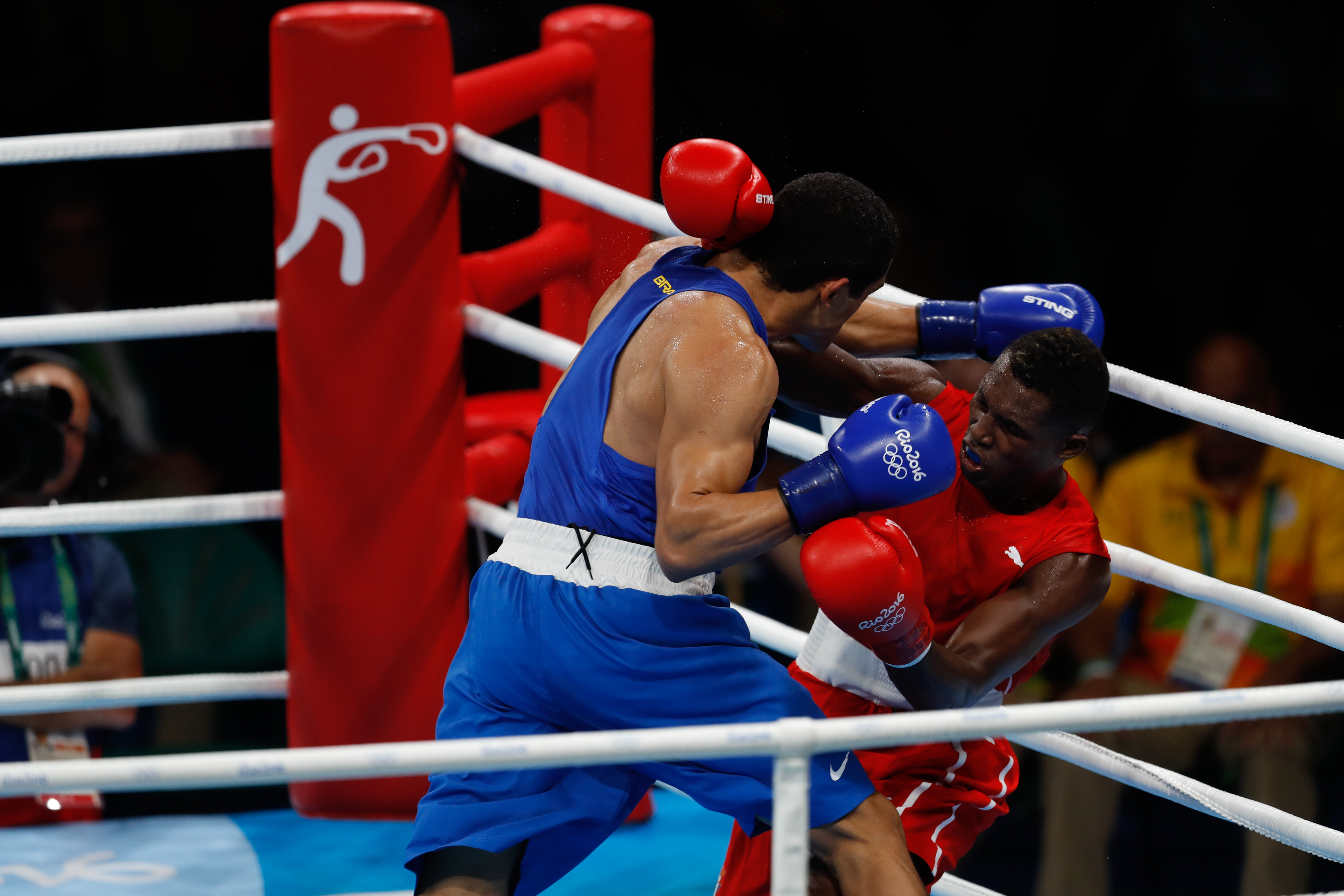
Combate das quartas de final entre o brasileiro Michel Borges e o cubano Julio César La Cruz.

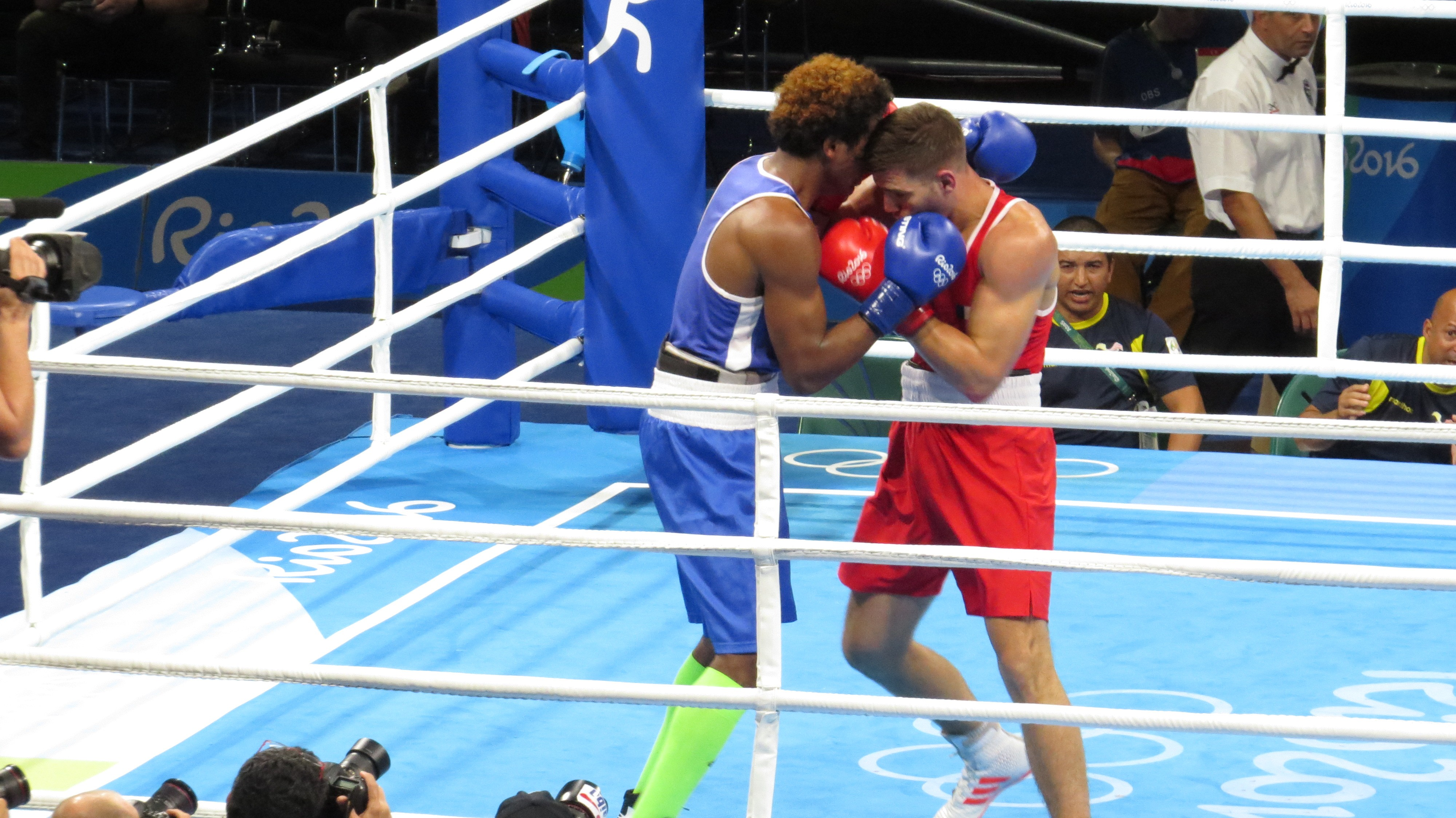
Equatoriano Carlos Andrés Mina contra o francês Mathieu Bauderlique nas quartas.

As lutas da categoria de peso meio-pesado masculino (-81 kg) do boxe nos Jogos Olímpicos de Verão de 2016 foram disputadas entre os dias 6 e 18 de agosto no Pavilhão 6 do Riocentro. O cubano Julio César La Cruz foi o campeão derrotando o cazaque Adilbek Niyazymbetov na final por decisão unânime.

## Medalhistas
| Ouro   | CUB Julio César La Cruz                   |
| Prata  | KAZ Adilbek Niyazymbetov                  |
| Bronze | FRA Mathieu Bauderlique GBR Joshua Buatsi |

## Resultados

### Fase final
|  | Semifinal                | Semifinal                |   |  | Final                   | Final |  |
|  |                          |                          |   |  |                         |       |  |
|  |                          |                          |   |  |                         |       |  |
|  | CUB Julio César La Cruz  | 3                        |   |  |                         |       |  |
|  | FRA Mathieu Bauderlique  | 0                        |   |  |                         |       |  |
|  |                          |                          |   |  |                         |       |  |
|  |                          |                          |   |  |                         |       |  |
|  |                          |                          |   |  | CUB Julio César La Cruz | 3     |  |
|  |                          | KAZ Adilbek Niyazymbetov | 0 |  |                         |       |  |
|  |                          |                          |   |  |                         |       |  |
|  |                          |                          |   |  |                         |       |  |
|  |                          |                          |   |  |                         |       |  |
|  |                          |                          |   |  |                         |       |  |
|  | GBR Joshua Buatsi        | 0                        |   |  |                         |       |  |
|  | KAZ Adilbek Niyazymbetov | 3                        |   |  |                         |       |  |

### Fase preliminar

#### Chave superior
|  | Fase de 32               | Fase de 32               | Fase de 32 |  |  | Oitavas de final         | Oitavas de final         | Oitavas de final        |   |                         | Quartas de final        | Quartas de final        | Quartas de final |  |  | Semifinal | Semifinal | Semifinal |
|  |                          |                          |            |  |  |                          |                          |                         |   |                         |                         |                         |                  |  |  |           |           |           |
|  |                          |                          |            |  |  |                          |                          |                         |   |                         |                         |                         |                  |  |  |           |           |           |
|  |                          |                          |            |  |  | CUB Julio César La Cruz  | CUB Julio César La Cruz  | 3                       |   |                         |                         |                         |                  |  |  |           |           |           |
|  | TUR Mehmet Nadir Ünal    | TUR Mehmet Nadir Ünal    |            |  |  | TUR Mehmet Nadir Ünal    | TUR Mehmet Nadir Ünal    | 0                       |   |                         |                         |                         |                  |  |  |           |           |           |
|  | MAR Hassan Saada         | MAR Hassan Saada         | WO         |  |  |                          |                          |                         |   | CUB Julio César La Cruz | CUB Julio César La Cruz | 3                       |                  |  |  |           |           |           |
|  | CRO Hrvoje Sep           | CRO Hrvoje Sep           | 2          |  |  |                          | BRA Michel Borges        | BRA Michel Borges       | 0 |                         |                         |                         |                  |  |  |           |           |           |
|  | EGY Abdelrahman Oraby    | EGY Abdelrahman Oraby    | 1          |  |  | CRO Hrvoje Sep           | CRO Hrvoje Sep           | 0                       |   |                         |                         |                         |                  |  |  |           |           |           |
|  | BRA Michel Borges        | BRA Michel Borges        | 3          |  |  | BRA Michel Borges        | BRA Michel Borges        | 3                       |   |                         |                         |                         |                  |  |  |           |           |           |
|  | CMR Hassan N'Dam N'Jikam | CMR Hassan N'Dam N'Jikam | 0          |  |  |                          |                          |                         |   |                         | CUB Julio César La Cruz | CUB Julio César La Cruz | 3                |  |  |           |           |           |
|  |                          |                          |            |  |  |                          | FRA Mathieu Bauderlique  | FRA Mathieu Bauderlique | 0 |                         |                         |                         |                  |  |  |           |           |           |
|  |                          |                          |            |  |  | FRA Mathieu Bauderlique  | FRA Mathieu Bauderlique  | 3                       |   |                         |                         |                         |                  |  |  |           |           |           |
|  | KGZ Erkin Adylbek Uulu   | KGZ Erkin Adylbek Uulu   | 0          |  |  | COL Juan Carlos Carrillo | COL Juan Carlos Carrillo | 0                       |   |                         |                         |                         |                  |  |  |           |           |           |
|  | COL Juan Carlos Carrillo | COL Juan Carlos Carrillo | 3          |  |  |                          |                          |                         |   | FRA Mathieu Bauderlique | FRA Mathieu Bauderlique | TKO                     |                  |  |  |           |           |           |
|  | GER Serge Michel         | GER Serge Michel         | 0          |  |  |                          | ECU Carlos Andrés Mina   | ECU Carlos Andrés Mina  |   |                         |                         |                         |                  |  |  |           |           |           |
|  | ECU Carlos Andrés Mina   | ECU Carlos Andrés Mina   | 3          |  |  | ECU Carlos Andrés Mina   | ECU Carlos Andrés Mina   | 2                       |   |                         |                         |                         |                  |  |  |           |           |           |
|  |                          |                          |            |  |  | IRL Joe Ward             | IRL Joe Ward             | 1                       |   |                         |                         |                         |                  |  |  |           |           |           |
|  |                          |                          |            |  |  |                          |                          |                         |   |                         |                         |                         |                  |  |  |           |           |           |

#### Chave inferior
|  | Fase de 32                | Fase de 32                | Fase de 32 |  |  | Oitavas de final         | Oitavas de final         | Oitavas de final         |   |                     | Quartas de final    | Quartas de final  | Quartas de final |  |  | Semifinal | Semifinal | Semifinal |
|  |                           |                           |            |  |  |                          |                          |                          |   |                     |                     |                   |                  |  |  |           |           |           |
|  |                           |                           |            |  |  |                          |                          |                          |   |                     |                     |                   |                  |  |  |           |           |           |
|  |                           |                           |            |  |  | UZB Elshod Rasulov       |                          |                          |   |                     |                     |                   |                  |  |  |           |           |           |
|  | UGA Kennedy Katende       | UGA Kennedy Katende       |            |  |  | GBR Joshua Buatsi        | GBR Joshua Buatsi        | KO                       |   |                     |                     |                   |                  |  |  |           |           |           |
|  | GBR Joshua Buatsi         | GBR Joshua Buatsi         | TKO        |  |  |                          |                          |                          |   | GBR Joshua Buatsi   | GBR Joshua Buatsi   | 3                 |                  |  |  |           |           |           |
|  | RUS Petr Khamukov         | RUS Petr Khamukov         | 1          |  |  |                          | ALG Abdelhafid Benchabla | ALG Abdelhafid Benchabla | 0 |                     |                     |                   |                  |  |  |           |           |           |
|  | VEN Albert Ramírez        | VEN Albert Ramírez        | 2          |  |  | VEN Albert Ramírez       | VEN Albert Ramírez       | 0                        |   |                     |                     |                   |                  |  |  |           |           |           |
|  |                           |                           |            |  |  | ALG Abdelhafid Benchabla | ALG Abdelhafid Benchabla | 2                        |   |                     |                     |                   |                  |  |  |           |           |           |
|  |                           |                           |            |  |  |                          |                          |                          |   |                     | GBR Joshua Buatsi   | GBR Joshua Buatsi | 0                |  |  |           |           |           |
|  | NED Peter Müllenberg      | NED Peter Müllenberg      | 3          |  |  |                          | KAZ Adilbek Niyazymbetov | KAZ Adilbek Niyazymbetov | 3 |                     |                     |                   |                  |  |  |           |           |           |
|  | IRI Ehsan Rouzbahani      | IRI Ehsan Rouzbahani      | 0          |  |  | NED Peter Müllenberg     | NED Peter Müllenberg     | 0                        |   |                     |                     |                   |                  |  |  |           |           |           |
|  | AZE Teymur Mammadov       | AZE Teymur Mammadov       | 3          |  |  | AZE Teymur Mammadov      | AZE Teymur Mammadov      | 3                        |   |                     |                     |                   |                  |  |  |           |           |           |
|  | UKR Denys Solonenko       | UKR Denys Solonenko       | 0          |  |  |                          |                          |                          |   | AZE Teymur Mammadov | AZE Teymur Mammadov | 0                 |                  |  |  |           |           |           |
|  | ITA Valentino Manfredonia | ITA Valentino Manfredonia | 1          |  |  |                          | KAZ Adilbek Niyazymbetov | KAZ Adilbek Niyazymbetov | 3 |                     |                     |                   |                  |  |  |           |           |           |
|  | BLR Mikhail Dauhaliavets  | BLR Mikhail Dauhaliavets  | 2          |  |  | BLR Mikhail Dauhaliavets | BLR Mikhail Dauhaliavets | 0                        |   |                     |                     |                   |                  |  |  |           |           |           |
|  |                           |                           |            |  |  | KAZ Adilbek Niyazymbetov | KAZ Adilbek Niyazymbetov | 3                        |   |                     |                     |                   |                  |  |  |           |           |           |
|  |                           |                           |            |  |  |                          |                          |                          |   |                     |                     |                   |                  |  |  |           |           |           |